# Ariyur
Ariyur es una ciudad censal situada en el distrito de Vellore en el estado de Tamil Nadu (India). Su población es de 7251 habitantes (2011). Se encuentra a 11 km de Vellore.

## Demografía
Según el censo de 2011 la población de Ariyur era de 7251 habitantes, de los cuales 3570  eran hombres y 3681 eran mujeres. Ariyur tiene una tasa media de alfabetización del 84,17%, superior a la media estatal del 80,09%: la alfabetización masculina es del 89,51%, y la alfabetización femenina del 79,07%.